# Damien Plessis
Damien Plessis (Neuville-aux-Bois, 5 marzo 1988) è un ex calciatore francese, di ruolo centrocampista.

## Caratteristiche tecniche
Solitamente, viene schierato nella posizione di centro-sinistra del centrocampo.

## Carriera

### Club
Plessis ha giocato nella formazione giovanile dell'Olympique Lyonnais ed è stato aggregato qualche volta alla prima squadra, ma non ha mai giocato gare ufficiali.
Ad agosto 2007, ha firmato un triennale con i Reds e inizialmente ha giocato per la squadra riserve. Ha debuttato nella partita contro l'Arsenal, il 5 aprile 2008, terminata 1 a 1. Benítez, subito dopo la gara, ha elogiato la sua prestazione.
Per il campionato 2008-2009, ha scelto la maglia numero 28. Ha trovato molto spazio, in estate, grazie alle assenze di Javier Mascherano e Lucas. La sua prima partita ufficiale stagionale è stata contro lo Standard Liegi, al preliminare per la Champions League. La gara è stata anche quella del debutto in questa competizione. È partito titolare anche in campionato, contro il Sunderland, ma ha giocato solo 45 minuti a causa di una botta ed è stato sostituito.

### Nazionale
Plessis è stato convocato per alcune partite delle nazionali giovanili della Francia, l'Under-18 e l'Under-19.